# Branko Damljanović
Branko Damljanović, cyr. Бранко Дамљановић (ur. 17 czerwca 1961 w Nowym Sadzie) – serbski szachista, arcymistrz od 1989 roku.

## Kariera szachowa
W roku 1979 zdobył tytuł mistrza Jugosławii juniorów, dzięki czemu wystąpił w mistrzostwach Europy juniorów w Groningen (na przełomie 1979 i 1980 roku), zajmując VIII miejsce. Od końca lat 80. XX wieku należał do czołówki jugosłowiańskich, a obecnie – serbskich szachistów. Dwukrotnie zwyciężył w indywidualnych mistrzostwach Jugosławii (1991, 2001), natomiast w 1989 i 1990 podzielił I miejsca, obie dogrywki o złoty medal przegrywając ze Zdenko Kožulem. W 1990 r. zakwalifikował się do turnieju międzystrefowego (eliminacji mistrzostw świata) w Manili, zajmując w stawce 64 zawodników (turniej rozegrano systemem szwajcarskim) wysokie XIII miejsce. W 2006 r. podzielił I miejsce w mistrzostwach Serbii i Czarnogóry, a w 2007 powtórzył to osiągnięcie w mistrzostwach Serbii.
Wielokrotnie startował w międzynarodowych turniejach, sukcesy osiągając m.in. w:
- Grazu (1987, I m.),
- Zenicy (1989, dz. II m. za Petarem Popoviciem),
- Nea Makri (1990, turniej strefowy, I m.),
- San Sebastián (1991, dz. I m. wspólnie z  m.in. Zurabem Azmaiparaszwilim, Zsuzsą Polgar i Jonnym Hectorem),
- Belgradzie – dwukrotnie (1992, dz. I m. wspólnie z  Siergiejem Szipowem i 2000, I m.),
- La Corunie (1996, dz. I m. wspólnie z  m.in. Lwem Psachisem i Giorgim Giorgadze),
- Vila Real de Santo António (1998, dz. I m. z Danielem Cámporą),
- Valjevie (2000, II m. za Miroslavem Markoviciem(inne języki)),
- Mancha Real (2000, II m. za Karenem Movsziszianem),
- Lorce – dwukrotnie (2001, dz. II m. za Aleksandrem Rustemowem oraz 2008, dz. I m. wspólnie z Siergiejem Fiedorczukiem, Aleksą Strikoviciem i Aleksandrem Rustemowem),
- Strudze (2002, I m.),
- Barze – trzykrotnie (2003, I m. oraz dz. I m. w latach 2004 i 2005),
- Andorze – dwukrotnie (dz. I m. w latach 2004 i 2005),
- Igalo (2005, dz. I m. wspólnie z  Miodragiem Saviciem),
- Santa Cruz de La Palma (2005, dz. II m. za Kamilem Mitoniem),
- Frascati (2006, I m.),
- La Massanie (2007, dz. I m. wspólnie z Maximem Rodshteinem i Salvadorem Gabrielem Del Rio Angelisem),
- Granadzie (2007, I m.).

Wielokrotnie reprezentował Jugosławię, Serbię i Czarnogórę oraz Serbię w turniejach drużynowych, m.in.:
- sześciokrotnie na olimpiadach szachowych (w latach 1990, 1994, 1996, 1998, 2000, 2004)[4],
- na drużynowych mistrzostwach świata (w roku 1989); dwukrotny medalista: wspólnie z drużyną – srebrny (1989) oraz indywidualnie – złoty (1989 – na VI szachownicy)[5],
- ośmiokrotnie na drużynowych mistrzostwach Europy (w latach 1992, 1999, 2001, 2003, 2005, 2007, 2011, 2013); medalista: indywidualnie – srebrny (2013 – na II szachownicy)[6],
- trzykrotnie na turniejach o Puchar Mitropa (Mitropa Cup) (w latach 1984, 1987, 1991); wielokrotny medalista, w tym wspólnie z drużyną – złoty (1991), srebrny (1984) i brązowy (1987)[7].

Najwyższy ranking w dotychczasowej karierze osiągnął 1 lipca 2006 r., z wynikiem 2625 punktów zajmował wówczas 87. miejsce na światowej liście FIDE, jednocześnie zajmując 1. miejsce wśród szachistów Serbii i Czarnogóry.